# Calytrix gomphrenoides
Calytrix gomphrenoides là một loài thực vật có hoa trong Họ Đào kim nương. Loài này được M.D.Barrett & Craven mô tả khoa học đầu tiên năm 2009.